# Rata bàndicut de Bengala
La rata bàndicut de Bengala (Bandicota bengalensis) és una espècie de rosegador de la família dels múrids. Viu a altituds d'entre 0 i 3.500 msnm a l'Aràbia Saudita, Bangladesh, l'Índia, Indonèsia, Malàisia, Myanmar, el Nepal, el Pakistan, Sri Lanka i Tailàndia. Ocupa una gran varietat d'hàbitats. És una espècie en risc mínim, és a dir, no sembla que hi hagi cap amenaça significativa per a la seva supervivència. El seu nom específic, bengalensis, significa ‘de Bengala’ en llatí.